# Hrvatsko kulturno umjetničko društvo "Knezi Stipan Šimeta"
Hrvatsko kulturno umjetničko društvo "Knezi Stipan Šimeta" utemeljeno je 2000. godine kao udruga koja se bavi proučavanjem kulturne tradicije bunjevačkih Hrvata  u mjestu Lemešu.

## Društvo
Adresa društva je Vladimira Nazora 1, Lemeš. Društvo je nazvano je po istaknutom Lemešanu, Kneziju Stipanu Šimetu, profesoru književnosti. Počelo je s radom 2004. a registrirano je travnja 2005. Na čelu društva je Marina Šain. U društvu djeluje Tamburaška sekcija koju vodi gospodin Petar Antal. Bend je nekoliko puta nastupio na matičnoj sceni ali i na gostovanjima u zemlji (Bereg, «Mikini dani», Đurđin «Dužijanca», Kaloča (Madjarska) te desetodnevna škola tamburice orgnizovana u Budimpešti. Likovnu sekciju vodi gospodin Miško Vidaković. Sekcija je ostvarila izložbu slika radjenih u tehnici slame, scenografska rješenja za priredbe i programe društva. Etnološku sekciju vodi Antonija Čota. Bavi se istraživanjem i očuvanjem etnološkog blaga vezanog za prošlost mjesta i njegovih žitelja. Pokrenula je akciju oko proslave 250. godišnjice crkve u mestu. Sekciju za očuvanje narodnih običaja i odijevanja vodi Giza Ivanković. Ostvarila je dvije revije narodne nošnje Bunjevki i Bunjevaca Lemeša u sklopu drugih manifestacija. Dizajnersku i računarsku radionicu vodi Ivan Horvat. Radionica izrađuje tiskane publikacije, idejna rješenja plakata, programskih knjižica, pozivnica i sl. Mate Šain vodi marketinško propagandnu djelatnost. Žensku alternativu vode Tanja Jurišić, Marija Knezi i Roza Knezi. Manda Vidaković organizira i vodi humanitarne aktivnosti.
Vlada Republike Hrvatske sufinancirala je projekt HKUD Knezi Stipan Šimeta tiskanja monografije o naselju.
HKUD Knezi Stipan Šimeta bilo je prezentirano na internet stranici Lemeša.

## Povijest
Društvo je pravni sljedbenik "Lemeške kasine" udruge bunjevačkih Hrvata koja je utemeljena 1874. godine.
"Kasina" je riznica njegovanja i razvitka nacionalne svijesti i kolijevka očuvanja nacionalnog identiteta, a utemeljena je nakon što se kod Bunjevaca javilo zanimanje za njihov položaj, težnja za nacionalnom organiziranosti i emancipacijom, ali ona je bila i mjesto društvenog okupljanja i života.
Ovakva okupljanja bunjevačkih Hrvata nisu godila vlastima, pa ni mnogim sumještanima. Netko od sumještana, koji je želio i uspio ostati anoniman, žestoko je u mađarskim novinama «Bácskai híradó» napao djelovanje.
Lemešani su odabrali Svijećnicu – Marin dan (2. veljače) za proslavu svoje godišnjice. Godišnjicu djelovanja obilježili su Velikim prelom, Marin balom, koji je prvi puta u Lemešu održan 1875. godine.
Kasina je odlukom komunističkih vlasti zabranjena 1946. njena nepokretna imovina nacionalizirana, a bogata knjižnici postala je temelj novoutemeljene knjižnice u mjestu.
Udruga "Knezi Stipan Šimeta" bila je od osnutka pod velikim pritiskom osporavanja hrvatstva Bunjevcima da bi ubrzo nekolicina ljudi iz rukovodstva napustilo udrugu i osnovalo drugu pod nazivom "Kulturno umetničko društvo Lemeš" (2005.) koja je godine 2008. promijenila naziv u Hrvatsko-bunjevačko kulturno umjetničko društvo "Lemeš".

## Vanjske poveznice
- (srp.) Vlada Vojvodine